# Ennezat
Ennezat település Franciaországban, Puy-de-Dôme megyében. Lakosainak száma 2658 fő (2022. január 1.). Ennezat Martres-sur-Morge, Chappes, Clerlande, Entraigues, Riom, Saint-Beauzire és Saint-Ignat községekkel határos.

## Népesség
A település népességének változása:
| Lakosok száma | 2440 | 2518 | 2538 | 2484 | 2483 | 2520 | 2532 | 2549 | 2658 |
|               | 2013 | 2015 | 2016 | 2017 | 2018 | 2019 | 2020 | 2021 | 2022 |